# مونتسيرات كابالي
مونتسيرات كابالي (من مواليد 12 أبريل 1933 في برشلونة) هي مغنية أوبرا إسبانية تلقب ب«سوبرانو» لطبقتها الصوتية العالية وكذا لقب «الرائعة» ("Superba") لأسلوبها الغنائي المتفرد، وقدرتها على التحكم الدقيق في طول نفسها وعربها الصوتية، اشتهرت بغنائها أعمالا موسيقية قديمة بتقنية البل كانتو الرائجة في إيطاليا للمؤلف جوزيبي فيردي وأساطير التلحين الإيطاليين أمثال الموسيقار جواكينو روسيني، فينشينسو بيليني، غايتانو دونيزيتي حققت نجاحاً منقطع النظير في أمريكا عام 1965 بعد أدائها لأوبرا لوكريسيا بورجيا في نيويورك.
توسعت شعبيتها عام 1987 بعدما سجلت بطلب من اللجنة الأولمبية الدولية أغنية «برشلونة» المستوحاة من مسقط رأسها مع مغني فرقة الروك البريطانية فريدي ميركوري، لتكون الأغنية الرسمية واحدة من الأغنيتين الرئيسيتين الرسميتين لدورة الألعاب الأولمبية الصيفية 1992 في برشلونة، إسبانيا.

## طفولتها ومسيرتها
ولدت كابالي في برشلونة لعائلة متواضعة. درست الموسيقى في المعهد العالي للموسيقى في كتالونيا، كما درست تقنية الغناء تحت مظلة مجموعة من أساتذة الغناء الأوبرالي أمثال نابليون أنوفازي، يوجينيا كيمني وكونشيتا باديا حيث تخرجت بميدالية ذهبية عام 1954.
انتقلت بعدها إلى مدينة بازل في سويسرا، حيث ظهرت لأول مرة في عام 1956 تحت اسم ميمي في أوبرا البوهيمي للمؤلف جاكومو بوتشيني. لتصبح بين عامي 1957 و1959 جزءًا من أوبرا بازل، وبشكل غير اعتيادي بالنسبة للمغنيين الإسبان، انصبت كابالي على مجموعة شهيرة من المقطوعات العالمية الألمانية مثل أوبرا الناي السحري لموزارت وأوبرا سالومي للمؤلف ريتشارد شتراوس، مما حذى بها للمشاركة في أوبرا بريمن (1959-1962) في ألمانيا. في عام 1961، لعبت دور البطلة إيفيجينيا في أوبرا Iphigénie en Tauride ، في المسرح الوطني سانت كارلوس، في لشبونة.
في عام 1964 قدمت كابالي عرضا مثيرا لأول مرة في مدينة مكسيكو لجول ماسينيه عن أوبرا مانون. كما أحيت في العام التالي، عرضًا غنائيًا ناجحًا في قاعة كارنيجي في نيويورك عن أوبرا لوكريسيا بورجيا للملحن غايتانو دونيزيتي، كما أدت دور الكونتيسة في أوبرا زواج فيغارو لموزارت ومارشالين في أوبرا الفارس مع الوردة لريتشارد شتراوس في مهرجان غليندبورن شرق ساسكس في إنجلترا، كما ظهرت لأول مرة في دار الأوبرا متروبوليتان في مدينة نيويورك من خلال دور مارغريت عن أوبرا فاوست

## حياتها الخاصة
تزوجت كابالي من التينور الإسباني برنابي مارتي عام 1964. ولديهما طفلان. وتعد ابنتهما مونتسيرات مارتي أيضا سوبرانو أوبرالية.

## اتهامات قضائية
في عام 2015، خضعت كابالي للملاحقة القضائية بسبب مزاعم بالتهرب الضريبي والاحتيال حيث اعترفت أنها وعلى الرغم من عيشها في إسبانيا خلال عام 2010، سجلت نفسها في إمارة أندورا من أجل إخفاء دخلها وتجنب دفع الضرائب في إسبانيا. في ديسمبر / كانون الأول 2015، أعلنت المحكمة الإسبانية أنها مذنبة بتهمة الاحتيال وأصدرت عليها حكماً بالسجن لمدة ستة أشهر مع وقف التنفيذ، وغرامة قدرها 254,231 يورو (أي 280,000 دولار). كما مُنعت من تلقي أي إعانات عامة لمدة 18 شهرًا.

## روابط خارجية
- مونتسيرات كابالي على موقع IMDb (الإنجليزية)
- مونتسيرات كابالي على موقع الموسوعة البريطانية (الإنجليزية)
- مونتسيرات كابالي على موقع مونزينجر (الألمانية)
- مونتسيرات كابالي على موقع ميوزك برينز (الإنجليزية)
- مونتسيرات كابالي على موقع إن إن دي بي (الإنجليزية)
- مونتسيرات كابالي على موقع أول ميوزيك (الإنجليزية)
- مونتسيرات كابالي على موقع ديسكوغز (الإنجليزية)
- مونتسيرات كابالي على موقع قاعدة بيانات الفيلم (الإنجليزية)